# سولفابنزامید
سولفابنزامید (انگلیسی: Sulfabenzamide) یک داردی آنتی‌باکتریال/ضد میکروبی است که معمولا همراه با سولفاتیازول و سولفاستامید (نام تجاری - Sultrin) به عنوان یک داروی ضد باکتری موضعی و داخل واژینال استفاده می‌شود.